# W85
W85 — китайский крупнокалиберный пулемёт. Разрабатывался китайской промышленностью для экспорта, используется для установки на бронетехнику идущую в другие страны.

## Описание
Пулемёт создан по мотивам советского ДШКМ.
Автоматика основана на газоотводе с длинным ходом поршня. Поршень жёстко связан с затворной группой. Запирание, как и в ДШКМ, осуществляется раздвижными боевыми упорами из тела затвора, соединяющими затвор со ствольной коробкой. От пулемётов Тип 77/85 внешне отличается прямоугольной ствольной коробкой. Лента аналогична ленте ДШКМ. Приёмник ленты является съёмным. Подача ленты левосторонняя. В нерассыпной металлической ленте 60 патронов.
Стрельба ведётся с открытого затвора только в автоматическом режиме. Органы управления состоят из двух вертикальных ручек позади ствольной коробки со спусковой кнопкой между ними, как в ДШКМ. W85 фиксируется на треножном станке.

## Варианты
- QJC-88 — танковый вариант с электроспуском для оснащения бронетехники.[4]

## Производители
- Китай;[4]
- Судан: производится под наименованием Khawad;[5]

## Пользователи
- Замбия;[4]
- Камбоджа;[4]
- Кения;[4]
- Китай;[4]
- Танзания;[4]
- Шри-Ланка;[4]